# اکرم عاصم
اکرم عاصم تاریخ‌نگار، مؤلف (پدیدآور)، و نویسنده اهل افغانستان است.
او پی‌اچ‌دی خود را از دانشگاه پاریس دریافت کرده است.

## کتاب‌ها
- نگاهی به شخصیت، نظریات و سیاست های سردار محمد داود